# Atentatele din 7 iulie 2005 de la Londra

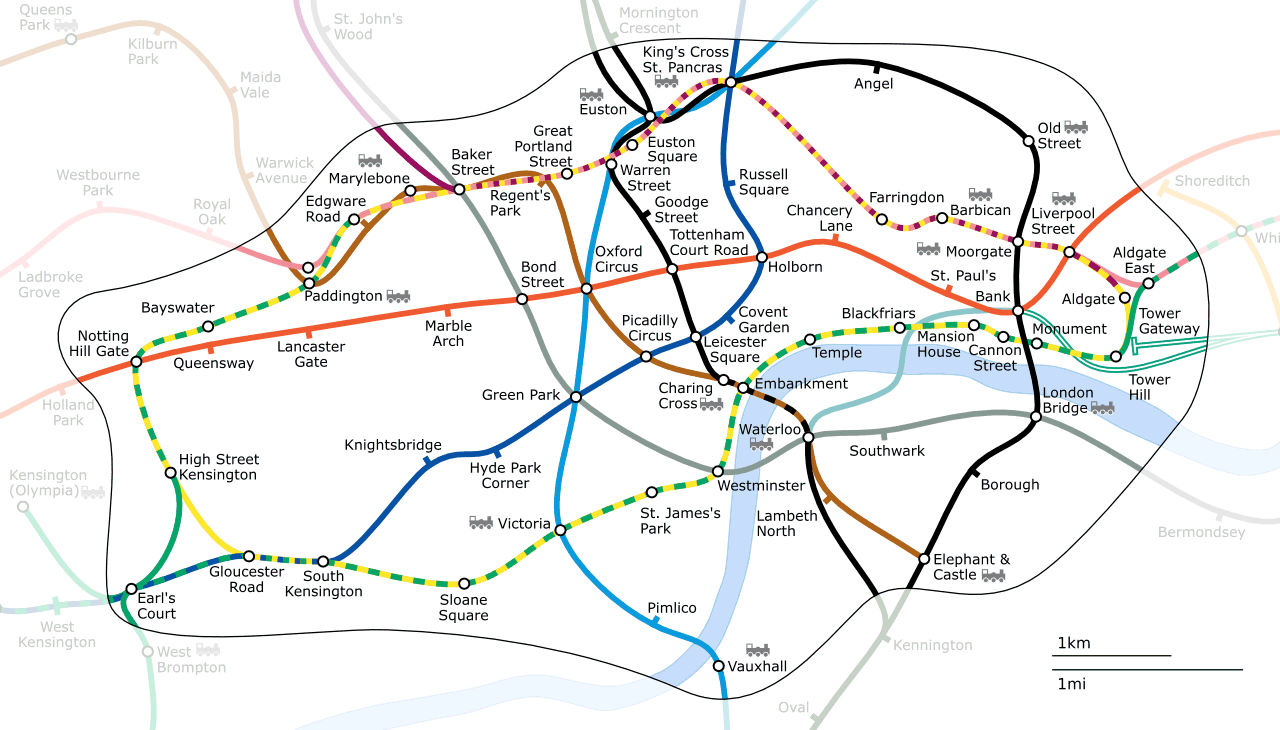
Stații închise

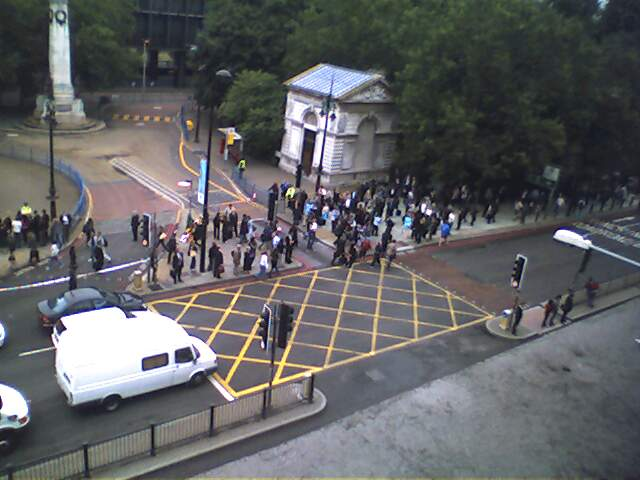
Cordonul de siguranță în jurul stației Euston

Pe 7 iulie 2005 la ora locală 08:49 (07:49 UTC), o serie de explozii a lovit sistemul de transport din Londra pe fondul aglomerației de la orele de vârf ale dimineții. BBC a anunțat că au avut loc patru explozii. Inițial, buletinele de știri anunțau existența a unui număr de șapte explozii dar se pare că această greșeală a fost cauzată de pasagerii care ieșeau din mai multe stații.
Principală ipoteză este aceea a unor atacuri premeditate cu bombă, puse la cale de o grupare teroristă. Comisarul serviciului metropolitan de poliție Sir Ian Blair a declarat că exploziile au fost probabil rezultatul unui "atac terorist major", dar nu a dorit să speculeze asupra implicării unei anumite organizații teroriste. Atacurile au avut loc în momentul în care Regatul Unit găzduia summitul G8 de la Gleneagles (Scoția), la o zi după câștigarea de către Londra a dreptului de organizare a Jocurilor celei de-a XXX-a Olimpiade și în timpul procesului lui Abu Hamza al-Masri.
Incidentele au condus la imediata evacuare a stațiilor metroului londonez și la închiderea rețelei. Străzile din apropierea stațiilor au fost închise. Trenurile aflate pe magistrale spre stațiile Euston, Paddington, Liverpool Street și King's Cross au fost conduse în afara orașului. Rețeaua de transport în comun cu autobuzul a fost închisă în zona centrală.
Exploziile par să fi fost plănuite pentru a coincide cu prima zi de lucru a celui de-al 31-lea summit G8. În schimb, este puțin probabil ca acestea să fi fost un răspuns la desemnarea Londrei ca oraș organizator al Jocurilor Olimpice, deoarece astfel de atentate necesită o bună planificare iar neașteptata victorie a Londrei a fost anunțată doar cu o zi înainte. COI a anunțat că jocurile din 2012 se vor desfășura la Londra, în ciuda atacurilor. 
Primul Ministru britanic, Tony Blair, a descris atacurile ca fiind "barbare". "Determinarea noastră de a ne apăra valorile și stilul nostru de viață este mai mare ca determinarea lor de a cauza moarte și distrugere unor oameni nevinovați, în dorința de a impune extremismul în lume", a declarat el. Premierul a părăsit summitul G8 de la Gleneagles, în ciuda faptului că Downing Street a sugerat inițial că informațiile despre revenirea sa în Londra ar fi fost false . Blair s-a întors la Londra pentru a se consulta cu serviciile de urgență. Reuniunea a continuat în absența sa. 

## Incidente
Ministrul de Interne Charles Clarke a confirmat Camerei Comunelor că au avut loc patru explozii: trei la metrou în centrul Londrei și una într-un autobuz, la o oră de vârf.
Primele trei explozii au avut loc pe tronsonul de metrou dintre stațiile Liverpool Street și Aldgate East (ora locală 08:51), în stația Edgware Road (ora locală 08:56) și pe tronsonul dintre stațiile King's Cross și Russell Square (09:17 ora locală). O altă explozie a avut loc la bordul unui autobuz cu două etaje la ora locală 09:47 BST (pe linia nr. 30, de la Hackney la Marble Arch) în Tavistock Square în fața clădirii Asociației Medicale Britanice. Numărul exploziilor este mai mic decât se crezuse inițial, datorită faptului că două dintre explozii au avut loc între stații. Mulțimea care ieșea din ambele stații a dat impresia că ar fi avut loc explozii în amândouă.

## Victime
Surse oficiale au confirmat că cel puțin 38 de persoane au murit, numărul din Tavistock Square neputând fii încă calculat. 
Cel puțin 90 de persoane au fost rănite doar în stația Aldgate. Toate spitalele londoneze au intrat în alertă. 95 de răniți au fost transportați la Spitalul Royal London, unde sunt tratați; 10 dintre ei se află în stare critică. Mulți alții sunt tratați la Spitalul Sfânta Maria (Paddington). Persoanele rănite care pot umbla sunt tratate la locul faptei; un martor ocular a declarat că "erau operați răniți în îmbulzeala de la stația Liverpool Street." . Au fost trimiși paramedici în sistemul de transport subteran în căutarea unor eventuale victime.
Buletinele recente precizează că 300 de persoane (208 numai la Spitalul Royal London ) sunt tratate la spital, și că 150 dintre acestea se află în stare gravă. Poliția a declarat că numărul total al răniților este de 700,  însă nu toți aceștia au avut nevoie de tratament.

## Cauză

### Ipoteza inițială: un scurtcircuit
Primele ipoteze sugerau faptul că un scurtcircuit în rețeaua metroului a cauzat explozii la circuitele electrice. Totuși, această variantă a fost exclusă mai târziu de National Grid, furnizorul de electricitate. Analiștii au sugerat că această ipoteză a apărut datorită deteriorării (din pricina atacurilor) a liniilor electrice din apropierea șinelor; seria rapidă de întreruperi ale alimentării cu curent electric a făcut ca exploziile să pară similare, din punctul de vedere a unui operator din cabina de control, cu o operațiune de întrerupere a circuitelor, cauzată de o supratensiune majoră.
Șeful poliției londoneze, Sir Ian Blair era de părere că exploziile au fost "probabil un atentat terorist major". El a menționat de asemenea că poliția a găsit urme de explozibil la unul dintre locurile deflagrației,  deși nu a dort să facă speculații asupra vinovaților.

### Revendicări
La aproximativ 11:10 UTC, pe 7 iulie 2005, BBC News a informat că pe un sit web cunoscut a fi operat de asociați ai Al-Qaeda s-a găsit o declarație de 200 de cuvinte care revendica responsabilitatea pentru atacuri. Magazinul online german, Spiegel Online (situl web al ziarului Der Spiegel)  și BBC Monitoring au anunțat că o grupare numită ‘Organizație Secretă – Al-Qaeda în Europa’ a revendicat atacurile pe forumurile Al-Qal3ah (Castelul). Anunțul precizează că atacurile sunt un răspuns la implicarea britanică în invadarea Irakului și Afghanistanului. Scrisoarea cerea și altor guverne implicate în Irak (menționând Danemarca și Italia) să părăsească Irakul și Afganistanul. Totuși, un analist saudit la Londra a menționat că araba din declarație avea greșeli de gramatică și că citatul din Coran era incorect, lucru care nu este tipic pentru Al-Qaeda.
Atacurile au câteva similarități cu atentatele din 11 martie 2004 de la Madrid și sugerează stilul Al-Qaeda, a declarat Sebestyén Gorka, un analist de securitate din Budapesta. “Primul lucru care atrage atenția este natura sincronizată a atacurilor, care este clasică pentru Al-Qaeda și organizațiile înrudite cu Al-Qaeda”.

### Traducerea declarației
Pe 7 iulie, o persoană semnată "Nur al-Iman" a trimis o declarație pe forumurile Qal3ah în care atacurile erau revendicate de o grupare până acum necunoscută, "organizația secretă a jihadului al Qaeda în Europa". În continuare se află traducerea textului declarației:
În numele lui Allah, cel milostiv, cel milos, domnească pacea peste neobositul și neînfricatul, Profetul Muhammad, pacea Domnului domnească peste el.
Națiunii islamice și națiunii arabe: Bucurați-vă, căci a venit vremea răzbunării pentru guvernul zionist cruciat britanic, ca răsplată pentru masacrele pe care Marea Britanie le comite în Irak și Afganistan. Eroici mujahedini au dus la bun sfârșit binecuvântatul atac la Londra. Marea Britanie arde acum de furie, teroare și panică în sferturile sale nordic, sudic, estic și vestic.
Am avertizat în repetate rânduri guvernul și poporul britanic. Ne-am respectat promisiunea și am pus la cale un slăvit atac militar în Marea Britanie după ce mujahedinii noștri au depus eforturi înverșunate de-a lungul unei mari perioade de timp, pentru a asigura succesul atentatelor.
Continuăm să avertizăm guvernele Danemarcei și Italiei și toate celălalte guverne cruciate de faptul că vor fi pedepsite în același fel dacă nu își retrag trupele din Irak și Afganistan. Cel ce avertizează e scuzat.
Allah spune:
"Dacă voi Îl veți sprijini pe Allah, vă va sprijini și El pe voi și vă va întări picioarele voastre" [Coran Sura 47:7] 
Traducere în română după traducerea engleză a BBC
Un traducător de la canalul american de televiziune MSNBC și-a exprimat scepticismul asupra legitimității acestei revendicări, precizând că există o "greșeală" în versul citat din Coran . Versului, așa cum este el citat mai sus, îi lipsește începutul versului original din Coran, care începe cu "Ya ayyuhal Lathee (O, voi cei care credeți!)." Astfel, versul este citat doar parțial, lucru care ar putea reprezenta sau nu o greșeală. Același vers are și o notă de subsol: "Prin victorie și prin moștenirea ținuturilor luate de la dușman (N.T.)"